# STAU1
La proteína de unión a ARN bicatenaria El homólogo 1 de Staufen es una proteína que en humanos está codificada por el gen STAU1. 
Staufen es un miembro de la familia de proteínas de unión a ARN bicatenario (ARNdc) involucradas en el transporte y / o localización de ARNm a diferentes compartimentos subcelulares y / u orgánulos. Estas proteínas se caracterizan por la presencia de múltiples dominios de unión de dsRNA que se requieren para unir RNA que tienen estructuras secundarias de doble hebra. El homólogo humano de staufen codificado por STAU, además contiene un dominio de unión a microtúbulos similar al de la proteína 1B asociada a microtúbulos, y se une a tubulina. Se ha demostrado que el producto del gen STAU está presente en el citoplasma en asociación con el retículo endoplásmico rugoso (RER), lo que implica a esta proteína en el transporte de ARNm a través de la red de microtúbulos al RER, el sitio de traducción. Se han descrito cinco variantes de transcripción que resultan del corte y empalme alternativo del gen STAU y que codifican tres isoformas. Tres de estas variantes codifican la misma isoforma, sin embargo, difieren en su 5'UTR.
STAU1 está asociado con gránulos de estrés .